# Роко Сифреди
Роко Сифреди (итал. Rocco Siffredi), правим именом Роко Антонио Тано (итал. Rocco Antonio Tano, рођен 4. маја 1964, у Италији), бивши је порно глумац, данас редитељ и продуцент порно филмова. Приликом одабира уметничког имена, Роко је, наводно, био инспирисан ликом из филма "Borsalino" (1970), у коме је насловну ролу одиграо Ален Делон. Такође је познат и као „италијански пастув“, што се нарочито односи на његов уд. До 2005. играо је у преко 1.300 порно-филмова.

## Каријера
Филмску каријеру је отпочео у Француској, затим је наставио да снима у иностранству, на разним другим локацијама, у Будимпешти, у Мађарској (данас се тамо налази седиште његове продуцентске куће Rocco Siffredi Produzioni), те у Монтреалу (Канада), Русији, Бразилу и у многим источноевропским земљама. У порнографском свету се прочуо по својој склоности ка аналном сексу, што је изградило његов култ који ће га пратити током читаве каријере.
Његови филмови су различите садржине. Играо је чак у љубавним авантурама и комедијама. Многи сматрају да су филмови које Роко режира, као и они у којима је играо, поставили нове стандарде у жанру порнографије. Многи његови филмови почињу нежним, романтичним сценама. Затим, у једном тренутку, долази до наглог заокрета у виду маратонски дугог, насилног аналног секса. Запрепашћујући врхунац подразумева такве радње у којима Роко фокусира камеру на рашчепљен анус једне од својих партнерки, пљује у њега, ејакулира и, најзад, у сценама које теже да разбију све окове, тражи од осталих глумица да то полижу својим језицима. Још једна особеност његових филмова јесте пружање прилике фановима, које одабере екипа филма, да ејакулирају по лицу једне женске порно звезде. Роко је отишао и корак даље, када је у филму Never Say Never To Rocco Siffredi, у једној сцени у парку, зауставио случајног пролазника и притом затражио од главне глумице да изведе сцену оралног секса са њим.
Упркос насилној, бруталној природи Рокових филмова, лако му је полазило за руком да пронађе младе европске глумице вољне да се прихвате улоге. Шириле су се гласине да су поједине глумице биле присиљене, под претњом отказом, да учествују у сценама аналног секса с њим.
Сифредијев рад се може разврстати у неколико засебних тематских категорија:
- Рокове иницијације (Rocco's Initiations) обухватају глумчев рад са разним младим европским старлетама које наводно среће на улици, и којима је то најчешће прво појављивање на филму
- Рокове аналне истините приче (Rocco's True Anal Stories) обухватају филмове Сифредија и осталих глумаца са искуснијим (неки пут и не тако лепим) глумицама, које показују већу жељу за аналним сексом
- Роко: дресер животиња (Rocco - Animal Trainer), Сифредијева најтврђа категорија, захваљујући којој је стекао највише славе у Америци. То је серија филмова у којима играју најискусније глумице, огуглале на разне перверзије. Ту је стављен нагласак на свиреп, садистички секс у коме доминирају сцене са снажним шамарањима и вучењем за косу, као и болним аналним сексом. У филму Animal Trainer 15, Роко упражњава напоран анални секс са америчком порно-глумицом Џул Де Нил и у завршној сцени гура њену главу у ве-це шољу, што му помаже, како се чини, да постигне врхунац.

Роко је један од ретких порно глумаца који се успешно опробао и у класичном филму. Иако је његова глума превасходно била намењена хетеросексуалној публици, успео је да својим атрактивним изгледом привуче добар део геј популације. Године 1999, се појавио у контроверзном филму Романса X. Затим је уследила још једна улога у филму Анатомија пакла, истог редитеља.

## Приватан живот
Роко је од 1991. ожењен италијанском порно глумицом мађарског порекла и бившом мис Мађарске Розом Караћоло. У јуну 2005, Роко је обзнанио да ће се, ради своје деце, повући из порнографије и уместо тога усредсредити на снимање филмова и продукцију. Често је цитирана његова изјава: „Моја деца су све старија и више не могу само да им кажем: тата иде да заради новац за породицу. Они желе да знају више од тога“.